# NBA 올해의 신인상
NBA 올해의 신인상(Rookie of the Year Award)은 매년 정규시즌 최고 신인에게 주어지는 NBA 상이다.
1952~1953 NBA 시즌 이후 시작된 이 트로피는 전 필라델피아 워리어스 감독의 이름을 딴 에디 고틀립 트로피(영어: Eddie Gottlieb Trophy)를 수여하였다. 그러다가 2022~2023 시즌 수상자부터 월트 체임벌린 트로피(영어: Wilt Chamberlain Trophy)를 수여한다.

## 수상자 목록
| 시즌      | 수상자                      | 소속 팀                                 |
| --------- | --------------------------- | --------------------------------------- |
| 1952~1953 | 돈 마이네키                 | 포트 웨인 피스턴스                      |
| 1953~1954 | 레이 펠릭스                 | 볼티모어 불리츠                         |
| 1954~1955 | 밥 페티트                   | 밀워키 호크스                           |
| 1955~1956 | 모리스 스탁스               | 로체스터 로열스                         |
| 1956~1957 | 톰 하인슨                   | 보스턴 셀틱스                           |
| 1957~1958 | 우디 솔즈베리               | 필라델피아 워리어스                     |
| 1958~1959 | 엘진 베일러                 | 미니애폴리스 레이커스                   |
| 1959~1960 | 윌트 챔벌레인               | 필라델피아 워리어스                     |
| 1960~1961 | 오스카 로버트슨             | 신시내티 로열스                         |
| 1961~1962 | 월트 벨라미                 | 시카고 패커스                           |
| 1962~1963 | 테리 디스칭거               | 시카고 제퍼스                           |
| 1963~1964 | 제리 루카스                 | 신시내티 로열스                         |
| 1964~1965 | 윌리스 리드                 | 뉴욕 닉스                               |
| 1965~1966 | 릭 배리                     | 샌프란시스코 워리어스                   |
| 1966~1967 | 데이브 빙                   | 디트로이트 피스턴스                     |
| 1967~1968 | 얼 먼로                     | 볼티모어 불리츠                         |
| 1968~1969 | 웨스 언셀드                 | 볼티모어 불리츠                         |
| 1969~1970 | 류 앨신더                   | 밀워키 벅스                             |
| 1970~1971 | 데이브 코웬스 제프 페트리   | 보스턴 셀틱스 포틀랜드 트레일블레이저스 |
| 1971~1972 | 시드니 윅스                 | 포틀랜드 트레일블레이저스               |
| 1972~1973 | 밥 맥아두                   | 버펄로 브레이브스                       |
| 1973~1974 | 어니 디그레고리오           | 버펄로 브레이브스                       |
| 1974~1975 | 자말 윌크스                 | 골든스테이트 워리어스                   |
| 1975~1976 | 앨번 아담스                 | 피닉스 선스                             |
| 1976~1977 | 애드리안 댄틀리             | 버펄로 브레이브스                       |
| 1977~1978 | 월터 데이비스               | 피닉스 선스                             |
| 1978~1979 | 필 포드                     | 캔자스시티 로열스                       |
| 1979~1980 | 래리 버드                   | 보스턴 셀틱스                           |
| 1980~1981 | 대럴 그리피스               | 유타 재즈                               |
| 1981~1982 | 벅 윌리엄스                 | 뉴저지 네츠                             |
| 1982~1983 | 테리 커밍스                 | 샌디에이고 클리퍼스                     |
| 1983~1984 | 랄프 샘슨                   | 휴스턴 로키츠                           |
| 1984~1985 | 마이클 조던                 | 시카고 불스                             |
| 1985~1986 | 패트릭 유잉                 | 뉴욕 닉스                               |
| 1986~1987 | 척 퍼슨                     | 인디애나 페이서스                       |
| 1987~1988 | 마크 잭슨                   | 뉴욕 닉스                               |
| 1988~1989 | 미치 리치먼드               | 골든스테이트 워리어스                   |
| 1989~1990 | 데이비드 로빈슨             | 샌안토니오 스퍼스                       |
| 1990~1991 | 데릭 콜맨                   | 뉴저지 네츠                             |
| 1991~1992 | 래리 존슨                   | 샬럿 호니츠                             |
| 1992~1993 | 샤킬 오닐                   | 올랜도 매직                             |
| 1993~1994 | 크리스 웨버                 | 골든스테이트 워리어스                   |
| 1994~1995 | 그랜트 힐 제이슨 키드       | 디트로이트 피스턴스 댈러스 매버릭스     |
| 1995~1996 | 데이먼 스타더마이어         | 토론토 랩터스                           |
| 1996~1997 | 앨런 아이버슨               | 필라델피아 세븐티식서스                 |
| 1997~1998 | 팀 던컨                     | 샌안토니오 스퍼스                       |
| 1998~1999 | 빈스 카터                   | 토론토 랩터스                           |
| 1999~2000 | 엘튼 브랜드 스티브 프랜시스 | 시카고 불스 휴스턴 로키츠               |
| 2000~2001 | 마이크 밀러                 | 올랜도 매직                             |
| 2001~2002 | 파우 가솔                   | 멤피스 그리즐리스                       |
| 2002~2003 | 아마레 스타더마이어         | 피닉스 선스                             |
| 2003~2004 | 르브론 제임스               | 클리블랜드 캐벌리어스                   |
| 2004~2005 | 에메카 오카포               | 샬럿 밥캐츠                             |
| 2005~2006 | 크리스 폴                   | 뉴올리언스 호니츠                       |
| 2006~2007 | 브랜든 로이                 | 포틀랜드 트레일블레이저스               |
| 2007~2008 | 케빈 듀란트                 | 오클라호마시티 선더                     |
| 2008~2009 | 데릭 로즈                   | 시카고 불스                             |
| 2009~2010 | 타이릭 에반스               | 새크라멘토 킹스                         |
| 2010~2011 | 블레이크 그리핀             | 로스앤젤레스 클리퍼스                   |
| 2011~2012 | 카일리 어빙                 | 클리블랜드 캐벌리어스                   |
| 2012~2013 | 데이미언 릴러드             | 포틀랜드 트레일블레이저스               |
| 2013~2014 | 마이클 카터 윌리엄스        | 필라델피아 세븐티식서스                 |
| 2014~2015 | 앤드루 위긴스               | 미네소타 팀버울브스                     |
| 2015~2016 | 칼 앤서니 타운스            | 미네소타 팀버울브스                     |
| 2016~2017 | 말콤 브록던                 | 밀워키 벅스                             |
| 2017~2018 | 벤 시몬스                   | 필라델피아 세븐티식서스                 |
| 2018~2019 | 루카 돈치치                 | 댈러스 매버릭스                         |
| 2019~2020 | 자 모란트                   | 멤피스 그리즐리스                       |
| 2020~2021 | 라멜로 볼                   | 샬럿 호니츠                             |
| 2021~2022 | 스코티 반즈                 | 토론토 랩터스                           |
| 2022~2023 | / 파올로 반케로             | 올랜도 매직                             |
| 2023~2024 | 빅터 웸반야마               | 샌안토니오 스퍼스                       |
| 2024~2025 | 스테폰 캐슬                 | 샌안토니오 스퍼스                       |

### 비공식적인 신인상
| 시즌      | 수상자              | 소속 팀                                 |
| --------- | ------------------- | --------------------------------------- |
| 1947~1948 | 폴 호프만           | 볼티모어 불리츠                         |
| 1948~1949 | 하위 섀넌           | 프로비던스 스팀롤러스                   |
| 1949~1950 | 알렉스 그로자       | 인디애나폴리스 올림피안스               |
| 1950~1951 | 폴 아리진           | 필라델피아 워리어스                     |
| 1951~1952 | 빌 토세프 멜 헛친스 | 인디애나폴리스 올림피안스 밀워키 호크스 |

## 팀별 수상횟수
| 횟수 | 팀                        | 수상연도                           |
| ---- | ------------------------- | ---------------------------------- |
| 6회  | 골든스테이트 워리어스     | 1958, 1960, 1968, 1975, 1989, 1994 |
| 5회  | 새크라멘토 킹스           | 1956, 1961, 1964, 1979, 2010       |
| 5회  | 로스앤젤레스 클리퍼스     | 1973, 1974, 1977, 1983, 2011       |
| 4회  | 포틀랜드 트레일블레이저스 | 1971, 1972, 2007, 2013             |
| 4회  | 워싱턴 위저즈             | 1962, 1963, 1968, 1969             |
| 4회  | 샌안토니오 스퍼스         | 1990, 1998, 2024, 2025             |
| 3회  | 디트로이트 피스턴스       | 1953, 1967, 1995                   |
| 3회  | 보스턴 셀틱스             | 1957, 1971, 1980                   |
| 3회  | 뉴욕 닉스                 | 1965, 1986, 1988                   |
| 3회  | 피닉스 선스               | 1976, 1978, 2003                   |
| 3회  | 시카고 불스               | 1985, 2000, 2009                   |
| 3회  | 샬럿 호니츠               | 1992, 2005, 2021                   |
| 3회  | 필라델피아 세븐티식서스   | 1997, 2014, 2018                   |
| 3회  | 토론토 랩터스             | 1996, 1999, 2022                   |
| 3회  | 올랜도 매직               | 1993, 2001,2023                    |
| 2회  | 밀워키 벅스               | 1970, 2017                         |
| 2회  | 브루클린 네츠             | 1982, 1991                         |
| 2회  | 휴스턴 로키츠             | 1984, 2000                         |
| 2회  | 댈러스 매버릭스           | 1995, 2019                         |
| 2회  | 멤피스 그리즐리스         | 2002, 2020                         |
| 2회  | 클리블랜드 캐벌리어스     | 2004, 2012                         |
| 2회  | 미네소타 팀버울브스       | 2015, 2016                         |
| 1회  | 애틀랜타 호크스           | 1955                               |
| 1회  | 로스앤젤레스 레이커스     | 1959                               |
| 1회  | 유타 재즈                 | 1981                               |
| 1회  | 인디애나 페이서스         | 1987                               |
| 1회  | 뉴올리언스 펠리컨스       | 2006                               |
| 1회  | 시애틀 슈퍼소닉스         | 2008                               |
| 1회  | 볼티모어 불리츠           | 1954                               |
| 0회  | 마이애미 히트             | 빈칸                               |
| 0회  | 덴버 너기츠               | 빈칸                               |
| 0회  | 오클라호마시티 선더       | 빈칸                               |